# جيفري هولدر
جيفري هولدر (بالإنجليزية: Geoffrey Holder)‏ مواليد 1 أغسطس 1930 في بورت أوف سبين - الوفاة 05 أكتوبر 2014 في نيويورك، الولايات المتحدة، هو ممثل ومخرج أمريكي بدأ مسيرته الفنية سنة 1957. امتدت مسيرته الفنية لأكثر من 57 عاما. من أعماله دكتور دوليتل وعش ودعهم يموتون.

## الجوائز
- جائزة توني
- جائزة دراما ديسك

## روابط خارجية
- جيفري هولدر على موقع IMDb (الإنجليزية)
- جيفري هولدر على موقع ألو سيني (الفرنسية)
- جيفري هولدر على موقع ميوزك برينز (الإنجليزية)
- جيفري هولدر على موقع أول موفي (الإنجليزية)
- جيفري هولدر على موقع قاعدة بيانات برودواي على الإنترنت (الإنجليزية)
- جيفري هولدر على موقع قاعدة بيانات الأفلام السويدية (السويدية)
- جيفري هولدر على موقع ديسكوغز (الإنجليزية)
- جيفري هولدر على موقع قاعدة بيانات الفيلم (الإنجليزية)
- جيفري هولدر على موقع كينوبويسك (الروسية)